# Сульфат-відновлюючі мікроорганізми

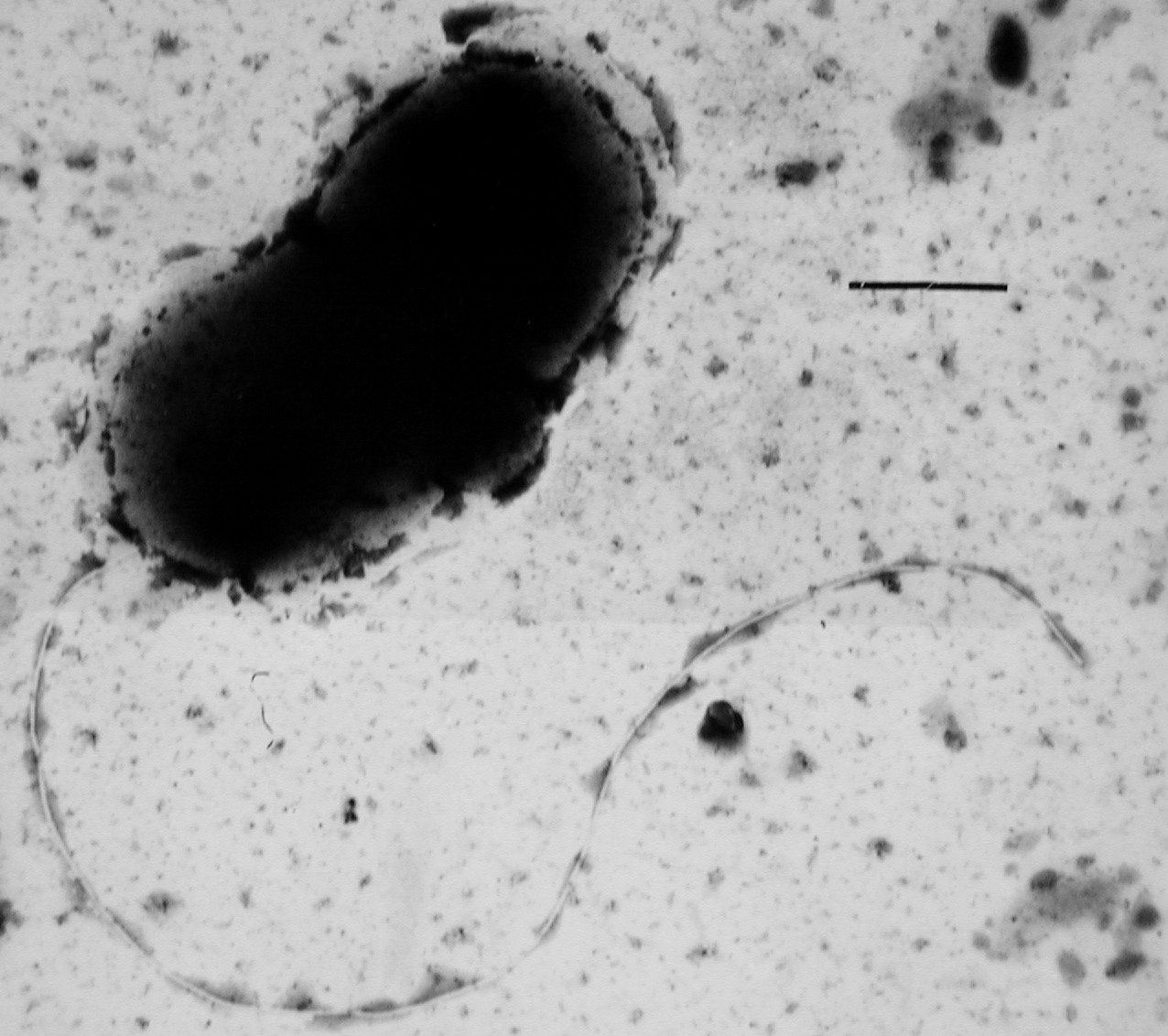
Desulfovibrio vulgaris є найбільш вивченим видом сульфат-відновлюючих бактерій (праворуч наведено відрізок довжиною 0.5 мікрометрів для порівняння)

Сульфат-відновлюючі бактерії — підгрупа сіркобактерій, фенотипічна група, що охоплює декілька груп бактерій із спільною ознакою що всі вони використовують сульфати як окислюючий агент, відновлюючи їх до сульфідів. Більшість також можуть використовувати окислені сполуки сірки, наприклад сульфіти і тіосульфати, або елементарну сірку. Цей процес називається диссиміляторним метаболізмом сірки, тому що сірка не асимілюється у будь-яку органічну сполуку. Сульфат-відновлюючі бактерії розглядалися як можливий шлях боротися з кислотними шахтними зливами, які виробляють інші типи бактерій.
Сульфат-відновлюючі бактерії, разом з сіркобактеріями, розглядаються як фенотипічна група для ідентифікаційних цілей. Вони знайдені в кількох різних філогенетичних групах. Три групи включені до протеобактерій, все в підгрупі дельта-протеобактерій:
- Desulfobacterales
- Desulfovibrionales
- Syntrophobacterales

Четверта група, що включає термофілів, створює свій власний тип Thermodesulfobacteria. Решта сульфат-відновлюючих бактерій включаються разом з іншими бактеріями до типу Nitrospirae і групи грам-позитивних бактерій Peptococcaceae, наприклад, роди Thermodesulfovibrio і Desulfotomaculum, відповідно. Також відомий рід архей, здібних до скорочення сульфатів: Archaeoglobus.